# Filippo Finazzi
Pour les articles homonymes, voir Finazzi.
Filippo Finazzi (né le 7 juillet 1705 à Gorlago, dans l'actuelle province de Bergame, en Lombardie, alors dans le duché de Milan, et mort le 17 novembre 1770 à Bargfeld-Stegen, dans le Schleswig-Holstein) est un compositeur italien, chef d’orchestre et chanteur d'opéra du XVIIIe siècle. C’était un castrat.

## Source de traduction
- (it) Cet article est partiellement ou en totalité issu de l’article de Wikipédia en italien intitulé « Filippo Finazzi » (voir la liste des auteurs).